# Клавдий II Готский
Ма́рк Авре́лий Вале́рий Кла́вдий (лат. Marcus Aurelius Valerius Claudius), более известный в римской историографии как Кла́вдий II Го́тский, — римский император, правивший в 268—270 годах.
По происхождению иллириец, Клавдий сделал карьеру на службе в римской армии, достигнув командных должностей в правление императора Галлиена. После убийства последнего он был провозглашён императором. Клавдий подавил восстание Авреола и нанёс поражение алеманнам в 269 году, после чего сосредоточился на борьбе с вторгшейся в Иллирик и Паннонию многочисленной армией готов. В сражении при Наиссе император одержал убедительную победу над противником, нанеся ему серьёзные потери. За эту победу он был удостоен прозвища «Готский». В 270 году Клавдий отправился в Сирмий, чтобы воспрепятствовать готовящемуся вторжению ютунгов и вандалов, однако заболел чумой и скончался после непродолжительного правления. В IV веке император Константин I Великий претендовал на родство с Клавдием, но обоснованность этих претензий вызывает сомнения.
Клавдий II носил следующие победные титулы: «Германский Величайший» — с 268 года, «Готский Величайший» — с 269 года, «Парфянский Величайший» — с 270 года. Власть народного трибуна получал три раза: два раза в 268 году (в момент провозглашения императором и 10 декабря) и 10 декабря 269 года.

## Происхождение и карьера
Наиболее значительным источником, рассказывающим о Клавдии II, является написанная Требеллием Поллионом биография в составе сборника императорских жизнеописаний «История Августов». Однако его рассказ пронизан измышлениями и подобострастными восхвалениями. Это связано с тем, что в IV веке Клавдий был объявлен родственником отца Константина Великого — Констанция I Хлора, а, следовательно, и правящей династии. Таким образом, эту биографию следует использовать с особой осторожностью и дополнять информацией из других источников: трудов Аврелия Виктора, Псевдо-Аврелия Виктора, Евтропия, Павла Орозия, Иоанна Зонары и Зосима, а также монет и надписей.
Будущий император Марк Аврелий Валерий Клавдий родился 10 мая 213 или 214 года. Некоторые исследователи предлагают более позднюю дату — 219 или 220 год. Тем не менее большинство историков придерживается первой версии, к тому же, как сообщает византийский историк VI века Иоанн Малала, на момент смерти Клавдию было 56 лет. Клавдий происходил из Далмации или Иллирика, хотя не исключается, что местом его рождения была область Дардания в Верхней Мезии.
Достоверные свидетельства о семье Клавдия отсутствуют. Скорее всего, он был по происхождению варваром, возможно, из романизованного рода. Дэвид Поттер полагает, что род Клавдия принадлежал всадническому сословию. Требеллий Поллион сообщает, будто некоторые считали, что Клавдий «ведёт свой род от родоначальника троянцев Ила и от самого Дардана», но эти предположения, очевидно, сфабрикованы, чтобы ещё больше облагородить Клавдия и его предполагаемых потомков — семью Константина. В другом месте он пишет, что о предках Клавдия известно мало, а имеющиеся сведения отличаются противоречивостью. Требеллий Поллион также рассказывает, что у Клавдия было два брата — Квинтилл (ставший его преемником) и Крисп, дочь которого Клавдия вышла замуж за некоего Евтропия и родила Констанция Хлора. Помимо братьев у Клавдия были и сёстры, одну из них биограф называет по имени — Константина, которая, «выданная за трибуна ассирийцев, умерла в первые годы после брака». Д. Кинаст полагает, что все эти родственники являются вымышленными личностями. По сомнительному свидетельству Псевдо-Аврелия Виктора, Клавдий был внебрачным сыном императора Гордиана II от связи с девушкой, которая его «обучала обращению с женой». Также необоснованными являются попытки доказать родство Клавдия и сестры императора Проба Клавдии. В «Истории Августов» несколько раз упоминается, что Клавдий носил также номен Флавий, но других подтверждений этим данным нет, и они представляют собой очередную попытку доказать его связь с династией Константина. О жене и детях Клавдия никаких сведений нет.
До прихода к власти Клавдий служил в римской армии, где сделал неплохую карьеру и добился назначения на высшие военные должности. В правление Деция Траяна (249—251 годы) он исполнял обязанности военного трибуна. На этом посту Клавдия направили оборонять Фермопилы, в связи с чем наместнику Ахайи был дан приказ отправить ему 200 солдат-дарданцев, 60 всадников, 60 критских лучников и тысячу хорошо вооружённых новобранцев. Однако нет никаких доказательств того, что вторгшиеся в то время готы угрожали данному региону, поскольку их вторжение не простиралось далее средних Балкан. Скорее всего сообщение «Истории Августов» представляет собой анахронизм, так как известно, что гарнизон в Фермопилах появился в 254 году. Историк Франсуа Пашу предлагает версию, что этот пассаж был выдуман в целях противопоставления успешного полководца-язычника Клавдия и неудачливых полководцев-христиан, допустивших разорение Греции предводителем готов Аларихом в 396 году. Кроме того, Требеллий Поллион рассказывает, что Деций наградил Клавдия после того, как тот продемонстрировал свою силу, борясь с другим солдатом на Марсовых играх.
При Валериане I Клавдий был трибуном некоего V Марсова легиона (о существовании V Марсова легиона ничего не известно; IV Марсов легион, основанный, по всей видимости, Аврелианом, в начале V века дислоцировался в Аравии), а позже стал дуксом Иллирика (в его подчинение входили все воинские подразделения, располагавшиеся в провинции Фракия, двух Мёзиях, Далмации, Паннонии и Дакии). Биография Клавдия в «Истории Августов» также включает, несомненно, сфальсифицированные письма, приписываемые императорам Децию, Валериану и Галлиену, представляющие Клавдия исключительно в благоприятном свете. При этом не исключено, что в них содержится какая-то доля правды. Д. Кинаст однозначно считает все приведённые в «Истории Августов» факты из карьеры Клавдия выдуманными. Можно только предположить, что Клавдий некоторое время служил в армии, по меньшей мере, при Галлиене и, возможно, также при его предшественниках. Попытки отождествить его с упоминающимся в одной из надписей прокуратором Марком Аврелием Клавдием являются спорными. Судя по всему, Клавдий был ранен во время подавления восстания узурпатора Ингенуя, а позднее вместе с Авреолом участвовал в походе против галльского императора Постума.

## Приход к власти
В 268 году ситуация в Римской империи ухудшилась. Готы вторглись в Мезию и Фракию, были осаждены Фессалоники. Ещё в 267 году герулы начали морское вторжение в причерноморские поселения, захватив Византий, но потерпели неудачу при набеге на вифинское побережье. Это заставило их отправиться на запад и пересечь Эгейское море, чтобы напасть на богатые, но плохо защищённые земли Греции. По дороге они разграбили острова Лемнос и Скирос, высадились в Аттике, где разорили Афины. Затем герулы прошли через Истмийский перешеек, недостроенные укрепления которого не смогли их остановить. Коринф, Спарта и Аргос были полностью разграблены. Затем захватчики направились в Беотию. Здесь они столкнулись с крупной римской армией под командованием Марциана. Однако его сил было недостаточно, чтобы полностью остановить противника, но зимой ему удалось отогнать герулов на север в Эпир и Македонию к Галлиену, который выступил из северной Италии. Наконец, весной 268 года в долине Нессоса (или Неста) на границе между Македонией и Фракией Галлиен одержал победу над варварами. С вождём герулов Навлобатом император пришёл к соглашению, предоставив ему право отступить за пределы империи. В этот момент Галлиену пришла весть, что его военачальник Авреол поднял мятеж в северной Италии. Галлиен сразу оценил серьёзность ситуации: если он потеряет контроль над этим регионом, то его положение станет безнадёжным. Оставив Марциана оборонять дунайскую границу, цезарь собрал большую армию и отправился в Италию для борьбы с новой угрозой.
Вместо того чтобы провозгласить себя императором, Авреол оказал поддержку Постуму, организовав на монетном дворе в Медиолане чеканку монет от имени галльского императора. Возможно, это было результатом переговоров, начатых между двумя военачальниками во время неудачной кампании несколькими годами ранее. Более вероятно, что Авреол действовал самостоятельно, понадеявшись заручиться поддержкой рейнских легионов в борьбе против Галлиена. Во всяком случае, он ошибся в своих расчётах: Постум отказался участвовать в рискованном предприятии мятежного полководца. К началу лета 268 года Галлиен со своей армией достиг северной Италии и немедленно дал сражение войскам Авреола в месте, которое впоследствии получило название Мост Авреола (современный итальянский город Понтироло-Нуово). Повстанческие силы потерпели поражение, и Авреол отступил в Медиолан, который Галлиен сразу же осадил.
Во время осады Медиолана среди полководцев Галлиена возник заговор, в котором приняли участие люди, достигшие вершин своей карьеры именно в его правление. Как рассказывают Зосим и Требеллий Поллион, организатором заговора и вдохновителем убийства Галлиена был префект претория Аврелий Гераклиан. Вступив в сговор с Марцианом (если верить сообщению Требеллия Поллиона) или с Клавдием (как подчёркивает Зосим), он начал реализацию своего замысла. Также Гераклиан привлёк к заговору начальника далматских воинов Цекропия, который и нанёс смертельный удар Галлиену. Биография Галлиена в «Истории Августов» сообщает, что после убийства императора Гераклиан и Марциан начали спор, кто из них станет его преемником. В этом месте в тексте находится лакуна, после которой сразу рассказывается об избрании Клавдия. Какие сведения содержались в лакуне, неизвестно. Вполне возможно, там могла идти речь об отказе и Гераклиана, и Марциана от принятия императорской власти, и раскрывались причины выдвижения Клавдия.
Историк V века Павел Орозий указывает, что Клавдий взял власть по желанию сената, однако этот факт приводится только лишь в его труде. В свою очередь Евтропий говорит об избрании Клавдия императором войсками и утверждении их выбора сенатом. Из этого следует, что сенат, как это было не раз и раньше, только лишь освятил своим постановлением выбор армии. По утверждению Зосима, Клавдий стал государем в результате всеобщего голосования, под которым, судя по всему, следует понимать решение сената. Таким образом, сообщения Евтропия и Зосима в целом совпадают. Тем не менее стоит принять во внимание и свидетельство Павла Орозия. Из него следует, что сенат (или его часть) знал о существовании заговора, и сенаторы по каким-то причинам отдали предпочтение именно Клавдию, а не Гераклиану или Марциану.
Сведения об участии самого Клавдия в заговоре против Галлиена противоречивы. Греческие источники (Зосим, Иоанн Зонара) прямо заявляют о том, что он был в него вовлечён. По Зосиму, вдохновителем заговора был Аврелий Гераклиан, но сам заговор стал осуществим только тогда, когда префект претория привлёк к нему Клавдия. Иоанн Зонара в целом разделяет мнение Зосима. Среди латинских авторов имеется тенденция к снятию вины Клавдия в заговоре. Несомненно, это связано с попыткой обелить его как родственника династии Константина. Аврелий Виктор и анонимный автор «Извлечений о жизни и нравах римских императоров» приписывают план убийства Галлиена осаждённому Авреолу, который, поняв, что надежда снять осаду напрасна, сбросил со стены список военачальников, якобы осуждённых Галлиеном на смерть, и тем самым толкнул перечисленных в этом списке на убийство императора. Также, по их рассказу, Клавдий в это время вообще не находился у Медиолана и стоял во главе отряда у Тицина, а умирающий Галлиен назначил его своим преемником и отправил ему императорские инсигнии. Биография Клавдия не отрицает его участие в заговоре, но при этом подчёркивает, что организатором был не он. Историки пытаются примирить обе версии, выдвигая предположение, что Галлиен на самом деле перед кончиной объявил Клавдия своим преемником, не зная о его причастности к заговору.
Хотя Псевдо-Аврелий Виктор и называет имя некоего Галлония Василия, передавшего Клавдию знаки императорской власти, история с избранием его преемником Галлиеном сомнительна и, скорее всего, является попыткой снять вину с Клавдия за участие в заговоре. В источниках нет никаких указаний на причины избрания Галлиеном именно Клавдия. На тот момент он имел ранг трибуна и оборонял Тицин от предполагаемого нападения Постума. Поскольку Медиолан был доверен Авреолу, командовавшему всей кавалерией, то положение Клавдия могло быть близким или равным положению Авреола. Однако его позиции всё-таки не были столь высокими, чтобы император сделал выбор именно в его пользу. К тому же у Галлиена были родственники — брат Лициний Валериан и консул 268 года Мариниан. Таким образом, рассказ Псевдо-Аврелия Виктора можно считать пропагандистским вымыслом. Провозглашение Клавдия императором относят либо к лету (июль-август), либо к осени (сентябрь-октябрь) 268 года. Сообщаемая Требеллием Поллионом дата — 24 марта — по мнению Д. Кинаста не соответствует действительности.

## Правление

### Беспорядки в армии и Риме
После убийства Галлиена и провозглашения императором Клавдия в Риме начались массовые беспорядки, которые привели к гибели родственников и сторонников погибшего правителя. Судьбу Галлиена разделил Лициний Валериан, который, по одной версии, находился вместе с ним в лагере у Медиолана, а по другой — в столице. Также были убиты Мариниан и супруга императора Корнелия Салонина. Аврелий Виктор рассказывает, что после прихода в столицу известия об убийстве Галлиена сенат «решил сбросить с лестницы Гемоний всех его сподвижников и родственников». Клавдию пришлось от имени солдат издать приказ о прекращении бесчинств. Судя по всему, инициатором беспорядков был сенат, ненавидевший Галлиена из-за его запрета поступать на военную службу сенаторам. Активное участие принимал и народ, имевший поводы для недовольства: непрекращающиеся гражданские войны, вторжения варваров, обесценивание денег и, как следствие, растущая инфляция.
Не повторяя ошибки Максимина Фракийца, который оставался на границах с армией, и тщательно соблюдая формальности, Клавдий отправился в Рим (вероятно, это произошло зимой 268/269 года), где убедил сенат обожествить Галлиена, хотя большинство сенаторов склонялось предать его проклятию памяти. Этим действием Клавдий хотел подчеркнуть несправедливость убийства Галлиена. Галлиен был похоронен в родовой гробнице на Аппиевой дороге. В Риме были отчеканены монеты в память об обожествлённом Галлиене. Предполагается, что Клавдий мог оказать давление на сенаторов, чтобы те обожествили Галлиена. И в самом деле, обеспечение божественного статуса предшественнику обычно рассматривалось как демонстрация благочестивости (например, Антонин Пий, просивший обожествления Адриана) и могло бы способствовать легитимизации власти нового императора и получению поддержки тех, кто все ещё оставался верен Галлиену.
Помимо событий в столице, убийство Галлиена вызвало брожение среди стоявших у Медиолана солдат. Требеллий Поллион отмечает, что мятеж принял широкий размах. Возможно, возмущение охватило всю армию. Воины «говорили, что у них отнят полезный, нужный, храбрый, способный вызвать зависть император». В итоге, чтобы успокоить бунтовщиков, заговорщикам пришлось прибегнуть к традиционной раздаче денег — по двадцать золотых монет каждому солдату.

### Военная деятельность
После восхождения Клавдия на трон осада Медиолана была продолжена. Узнав о смене императора, Авреол попытался прийти с ним к соглашению, но Клавдий, по сообщению Требеллия Поллиона, ответил следующим образом: «Этого надо было просить у Галлиена; тот, чьи нравы соответствовали твоим, мог бы и побояться тебя!». Судя по всему, сторонники Авреола выступили против договора с преемником Галлиена. Вскоре мятежный военачальник был убит собственными солдатами, возможно, из-за того, что не оставил своих попыток сдаться Клавдию. Его армия перешла на сторону римского императора.
Хотя опасность со стороны Авреола была устранена, Клавдий был вынужден остаться на севере Италии в связи с угрозой вторжения алеманнов. В результате ослабления обороны дунайской границы (поскольку значительные силы были заняты боевыми действиями у Медиолана) или при подстрекательстве Авреола вместе с ютунгами они прорвались через Дунай, прошли через альпийские перевалы и начали грабить северную Италию. По свидетельству историка VIII века Павла Диакона численность алеманнского войска достигала 300 тысяч человек. Судя по всему, в начале римская армия потерпела поражение, что вынудило Клавдия заменить часть военного руководства и назначить Аврелиана начальником конницы. В конечном итоге, в начале 269 года император нанёс противнику сокрушительное поражение в сражении у озера Бенак. В честь этой победы Клавдий принял победный титул «Германский Величайший». Кроме того, было отчеканено несколько партий монет с надписями VICTORIA AUGUSTI (рус. Победа Августа) и VICTORIA GERMANICA (рус. Германская победа).
В 269 году император вступил в должность консула вместе с Патерном. В этом году он столкнулся с крупнейшим вторжением готов. Хотя в 268 году Галлиену и удалось одержать победу над ними при Наиссе, она была не окончательной, и Марциан продолжил военные действия против варваров. Между тем, зная, что римские оборонительные сооружения на Балканах были сильно ослаблены после событий прошлого года, герулы решили разорвать перемирие с Римом и возобновить войну. Им не составило труда убедить западных и восточных готов присоединиться к вторжению вместе с гепидами и певкинами (в «Истории Августов» приводится следующий перечень: «певки, грутунги, австроготы, тервинги, визы, гипеды, а также кельты и эрулы», но он, несомненно, представляет собой анахронизм, призванный подчеркнуть масштаб вторжения). Требеллий Поллион утверждает, что готская армия насчитывала 320 тысяч воинов и 2 тысячи кораблей, а по сведениям Зосима — 312 тысяч на 6 тысячах кораблях. Такие цифры, несомненно, преувеличены, но масштаб вторжения был беспрецедентным, сравнимым с нашествием готов, приведшим к катастрофическому поражению римской армии при Адрианополе в 378 году. Биограф Клавдия рассказывает, что воинов также сопровождали их семьи, рабы и обоз, что более соответствует реалиям IV века.
Собрав свою армаду в устье Днестра, готы и их союзники разорили черноморское побережье Мезии и Фракии, атаковали Томы и подвергли разграблению земли вплоть до Маркианополя. Оттуда они отплыли к Босфору и, попав в шторм, предприняли безуспешные попытки разграбить Византий и Кизик по пути через Мраморное море. Пройдя через Дарданеллы, они поплыли вдоль северного побережья Эгейского моря к Халкидике. Высадившись на Афоне, готы напали на Кассандрию, а затем осадили Фессалоники. Новости о готском вторжении, по всей видимости, достигли Клавдия в северной Италии вскоре после битвы на озере Бенак, но его руки все ещё были связаны борьбой с побеждённым врагом. Поэтому он отправил своего самого доверенного военачальника Аврелиана в Македонию, чтобы защитить Иллирию от нападения. Аврелиан немедленно отбыл во главе значительного войска, включавшего в себя далматскую кавалерию.
Вскоре, оставив своего младшего брата Квинтилла командовать войсками в Италии, Клавдий выступил к театру военных действий с основными силами, чтобы присоединиться к Аврелиану и Марциану. Когда готы узнали о приближении императорской армии, они сняли осаду с Фессалоник и отступили внутрь провинции, опустошая по пути северо-восточную Македонию. Здесь Аврелиан догнал их и, с большим успехом используя далматскую кавалерию, сумел перебить до 3 тысяч человек в нескольких стычках в Пелагонии. Постоянно используя конницу для нападения на фланги готов, он сумел оттеснить врага на север, в Верхнюю Мезию, где Клавдий сосредоточил основные силы римлян. Произошедшая у Наисса битва была одновременно и кровавой, и нерешительной, однако она сумела остановить продвижение противника на север. Потери римлян оказались слишком велики, чтобы допустить ещё одно решительное сражение. Вместо этого Клавдий сумел устроить врагу засаду. Ему удалось перебить множество вражеских солдат, однако значительная часть готов бежала и сохранила боеспособность. Такая тактика оказалась успешной для ослабления их наступательного потенциала, но захватчики все ещё представляли собой силу, с которой приходилось считаться. Согласно утверждению Зосима, в сражении у Наисса погибло до 50 тысяч готов, однако реальность этого числа проверить невозможно. Этот успех был отмечен выпуском монет с надписью VICTORIA GOTHICA (рус. Готская победа). Сам император получил прозвище «Готский». Несмотря на то, что боевые действия продолжились как на суше, так и на море, готская война, по сути, была выиграна римлянами. Опасность со стороны готов продолжала сохраняться и при преемниках Клавдия. Так, Аврелиан, Проб и Тацит вели против них боевые действия. Неустойчивым было и положение на дунайской границе. Тем не менее нельзя недооценивать значение победы при Наиссе, переломившей ход кампании в пользу римлян.
Готская армия начала медленное и мучительное отступление на юг тем же путём, что и пришла. Всю оставшуюся часть лета и всю осень 269 года захватчики постоянно подвергались нападениям далматской кавалерии Аврелиана. К этому времени готы, отчаянно нуждавшиеся в провизии, начали страдать от голода. Видя ослабленное состояние противника, Аврелиан атаковал его всей мощью своей кавалерии, убив многих и оттеснив остальных на запад во Фракию. В Гемских горах готы оказались в ловушке и были окружены. С наступлением зимы холод и болезни увеличили число погибших. В то же время новые отряды готов перешли через Дунай, чтобы оказать помощь своим соплеменникам, но они не добились особых успехов; другая их часть попыталась на кораблях герулов пробиться к городам на побережье Эгейского моря, но также встретила отпор и потерпела поражение от римского флота во главе с префектом Египта Тенагиноном Пробом. Множество германцев, попавших в плен во время войны, были зачислены в римскую армию и расселены на севере Балканского полуострова в качестве колонов, либо обращены в рабство. Об интенсивном строительстве дорог в этой области свидетельствуют сохранившиеся мильные камни. Победа римской армии была достигнута, прежде всего, за счёт использования кавалерии и военного таланта Клавдия II, а также отсутствия среди готов единого руководства.

### Клавдий и Галльская империя
В первый год правления Клавдию очень помогло ослабление Галльской империи. Среди войск, стоявших на рейнской границе, распространялось недовольство Постумом. Весной 269 года высокопоставленный военачальник Ульпий Корнелий Лелиан провозгласил себя императором в столице Верхней Германии Могонциаке, опираясь, вероятно, на поддержку XXX Победоносного Ульпиева легиона, стоявшего лагерем в Кастре Ветере. Постум одержал победу над мятежником, но при этом отказался предоставить своим солдатам на разграбление Могонциак. Это оказалось причиной его падения. Разгневанные легионеры взбунтовались и убили Постума. Выбранный войсками Марк Аврелий Марий стал новым императором Галлии. Однако его правление продлилось недолго, и вскоре префект претория Викторин сверг его. Впрочем, вскоре положение самого́ Викторина стало шатким.
Испанские провинции и восточная часть Нарбонской Галлии отделились от Галльской империи и вернулись обратно в состав Римской империи после того, как префект вигилов Юлий Плацидиан расположился около Куларона с небольшим отрядом и установил с ними контакт. К счастью для галльского императора, именно там Плацидиан и остановился, и положение Викторина стабилизировалось. Спустя год расположенный в Лугдунской Галлии Августодунум поднял восстание и добровольно перешёл на сторону Рима, после чего Викторин осадил его. Августодунум имел стратегическое значение, так как был расположен на дороге, связывающей Лугдун с центральными и северными районами Галлии. По-видимому, восстание приобрело широкий масштаб, а не ограничилось только одним городом, и представляло собой выступление гражданского населения против власти галльского императора. Однако Клавдий ничего не предпринял для поддержки города, поэтому Августодунум пал спустя семь месяцев осады. Город был разграблен, а жители подвергнуты репрессиям. До сих пор неизвестно, почему Клавдий ничего не предпринял, чтобы помочь Августодунуму. Вполне возможно, что это было связано с тем, что император был занят войной с готами и не смог отправить подкрепление, а у оставленного в Галлии Плацидиана было слишком мало сил для вмешательства в события. Судя по отдельным надписям, власть Клавдия признавал один из легионов, дислоцированных в Британии, пока Викторин не восстановил там свою власть.

### Клавдий и Пальмирское царство
Источники сообщают, что отношения между Римской империей и Пальмирским царством постепенно ухудшались в течение правления Клавдия II. После неудач в персидских войнах Пальмира стала своеобразным буфером, отделяющим Римскую империю от государства Сасанидов и служащим для защиты от возможных нападений персов. Галлиен признавал такое положение и присвоил пальмирскому правителю Оденату титул «правителя всего Востока» и, возможно, даже провозгласил его своим соправителем. В 267 году Оденат был убит своим двоюродным братом или племянником Меонием, за спиной которого, вероятно, стояла супруга Одената Зенобия, недовольная объявлением её пасынка Герода соправителем и наследником отца. Меоний попытался захватить в Пальмире власть, но был убит и царем стал сын Зенобии Вабаллат, в то время как сама Зенобия фактически возглавила государство. Из «Истории Августов» известно, что Галлиен, узнав о гибели Одената, отправил армию под командованием Аврелия Гераклиана на Восток, но она потерпела поражение от войск Зенобии и потеряла много солдат. Однако поскольку Гераклиана на самом деле не было на Востоке в 268 году (в это время он находился у Медиолана и участвовал в заговоре против Галлиена), очевидно, что это сообщение хронологически не совсем правильно. Вполне возможно, что из желания возложить вину за все беды на Галлиена античный историк умышленно перенёс события правления Клавдия в биографию Галлиена либо же запутался в их последовательности. Вероятно, изначально Клавдий был признан Зенобией в качестве императора. Такой вывод основывается на анализе пальмирских монет, но отсутствие среди отчеканенных в Антиохии монет упоминания победы над готами и обожествления Клавдия указывает на то, что Сирия и Антиохия перешли под власть Пальмиры приблизительно тогда, когда у Наисса были разгромлены готы. Под контролем Пальмирского царства вскоре оказалась и Аравия. Сирия и Аравия стали плацдармом для вторжения пальмирцев в оставашийся под римским контролем Египет.
По свидетельству Зосима, в правление Клавдия Зенобия, узнав, что египтянин по имени Тимаген желает признать её власть, направила крупное войско пальмирцев под командованием Септимия Забды в Египет. Забда одержал победу и захватил Египет, оставив там пятитысячный гарнизон. Египетский наместник Тенагинон Проб, воевавший в это время с готами на море, высадился в Египте и изгнал пальмирцев в конце лета 269 года. Армия Забды оказалась заблокирована, но Тимаген, пользуясь знанием местности, напал на Проба с тыла и нанес ему поражение у горы Вавилон неподалёку от Мемфиса. Проб, попав в плен, покончил жизнь самоубийством, а Египет перешёл под власть пальмирцев. Требеллий Полион же рассказывает, что пальмирцы под командованием Забды и Тимагена вначале потерпели поражение от некоего Пробата, но вследствие козней Тимагена Пробат погиб, а египтяне присягнули на верность Пальмире. В биографии императора Проба также говорится, что он сражался с пальмирцами, но вероятно античный историк спутал его с Тенагиноном Пробом. Вполне возможно, что и Зосим допустил путаницу, отнеся потерю Египта ко времени правления Клавдия II. Отчеканенные в Александрии монеты свидетельствуют о поддержке Египтом и Клавдия, и его преемника Квинтилла. Из запутанных рассказов античных историков можно сделать вывод, что в Египте существовала пропальмирская партия, возглавляемая Тимагеном, который во время вторжения Забды собрал собственную армию. Этого Тимагена возможно следует идентифицировать с Аврелием Тимагеном, архиереем Египта и Александрии, ведавшим культовой системой провинции, что и позволило ему привлечь сторонников при нападении пальмирцев. Находки в Египте папирусов с именем Вабаллата говорят о временном установлении власти Пальмиры в регионе, о судьбе Тимагена нет никаких сведений. Клавдий назначил нового префекта Египта — Юлия Марцеллина, ранее служившего под началом Тенагинона Проба. Затем его сменил Статилий Аммиан, который, вероятно, разгромил Тимагена и вернул власть Рима над Египтом. Однако после смерти Клавдия пальмирцы, воспользовавшись вакуумом власти, вновь захватили Египет. С того времени поставки зерна в Рим прекратились до той поры, пока Аврелиан не покорил Пальмирское царство.

### Отношения с сенатом
Взойдя на престол, Клавдий начал проводить политику сотрудничества с сенатом. Такая линия могла быть вызвана в том числе и тем, что сенаторы, возможно, принимали участие в его выдвижении и возведении на трон. В 269 году были отчеканены монеты с надписью GENIVS SENATVS (рус. Гений Сената), что, по мнению Андреаса Альфёди, свидетельствует об улучшении отношений между императором и сенатом, а также о возрастании авторитета этого государственного органа. Если считать достоверным сообщение Иоанна Зонары, Клавдий даже предоставил сенату право объявить войну как готам, так и Постуму, хотя последнее слово всё-таки осталось за ним. Несмотря на демонстративное сотрудничество с сенатом, Клавдий не отменил реформы Галлиена, запрещающую поступать им на военную службу.
При Клавдии возросло влияние государственных и военных деятелей балканского происхождения. Очевидно, это было связано с потерей империей контроля над рядом провинций и оказало воздействие на структуру имперской администрации на десятилетия вперёд. До Клавдия только два императора были выходцами с Балкан. После него и вплоть до 378 года все цезари происходили из балканских провинций, пока на престол не вступил уроженец Испании Феодосий I Великий. Единственным исключением стал Кар, чьей родной провинцией была Нарбонская Галлия.
Четыре надписи дают возможность понять структуру правительства Клавдия Готского. Одной из них является посвящение Траяна Муциана префекту претория Аврелию Гераклиану, сыгравшему центральную роль в заговоре против Галлиена, в его родном городе Августа Траяна (современный Стара-Загора, Болгария). Второе посвящение оттуда же было сделано в честь наместника Фракии Марка Аврелия Аполлинария, брата Гераклиана. Тот факт, что все эти люди носили имя Марк Аврелий, которое было присвоено новым гражданам империи в соответствии с эдиктом Каракаллы, даёт возможность предположить, что они происходили из семей, не принадлежавших к имперской элите. Третья надпись демонстрирует карьеру Марциана — другого влиятельного полководца ко времени смерти Галлиена. Четвёртая надпись из Куларона сделана в честь префекта вигилов Юлия Плацидиана. Хотя нельзя однозначно утверждать, что Гераклиан, его брат, Плацидиан или Марциан происходили из дунайских провинций, очевидно, что никто из них не был членом аристократии эпохи династии Северов. Кроме того, все они, видимо, обязаны своим выдвижением службе в армии. К ним следует также добавить Аврелиана и Проба, преемников Клавдия, происходивших с Балкан из семей, получивших гражданство по эдикту Каракаллы. Тем не менее, правительство продолжало опираться и на представителей римской знати, таких как проконсул Африки Аспасий Патерн, городские префекты Флавий Антиохиан и Вирий Орфит, принцепс сената Помпоний Басс и консул Юний Велдумниан.
Недолгое правление Клавдия II было ознаменовано не только атаками со стороны внешнего противника, но и внутренними проблемами. Возможно, в 269—270 годах произошло восстание во главе с Цензорином, хотя дата выступления и даже существование этого узурпатора остаются под вопросом. «История Августов» упоминает его последним среди «тридцати тиранов» и перечисляет целый ряд занимаемых им до восстания должностей, включая два консульства, но другие источники не подтверждают его карьеру. В «Истории Августов» говорится, что солдаты провозгласили его императором, но вскоре после этого убили его из-за его строгости. Упомянуто, что гробница Цензорина находилась в Бононии, что может дать некоторое представление о месте восстания. Генри Коэн датирует восстание началом 270 года, но предполагает, что монеты, приписываемые Цензорину в более ранних работах, являются поддельными.

### Религиозная политика
Непродолжительность правления Клавдия Готского и неполнота источников не позволяют в полной мере дать характеристику его религиозной политике. Хотя Евсевий Кесарийский и Сульпиций Север изображают период между правлением Валериана и Диоклетиана паузой в преследовании христиан, согласно житиям святых, несколько христиан было убито во время правления Клавдия II. По всей видимости, при Клавдии также погиб и святой Валентин. В сочинении Иакова Ворагинского «Золотая легенда», написанном около 1260 года, рассказывается, что Валентин отказался отречься от Христа перед императором, за что и был обезглавлен. В легенде упоминается, что этого императора звали Клавдием. Интерпретаторы данного рассказа полагали, что раз его явно нельзя отождествить с представителем династии Юлиев-Клавдиев Клавдием, поскольку он не устраивал гонений на христиан, то, вероятнее всего, это был Клавдий Готский.
Некоторое, хотя и ограниченное, представление о религиозной политике Клавдия можно составить по изображениям на монетах, где вместе с портретом императора соседствовали различные божества традиционного римского пантеона. Клавдий — один из немногих императоров, выпустивших монеты с изображением Вулкана. На них изображён Вулкан с молотком и щипцами, а также надписью REGI ARTIS (рус. Царю искусств). Вариант с похожим изображением содержит надпись DEO CABIRO (рус. Богу Кабиру), и, по всей видимости, символизирует одного из сыновей Вулкана, Кабиров. Хотя причина чествования Вулкана и его сыновей неясна, это можно объяснить тем фактом, что Кабиры были богами-покровителями Фессалоник, «защищавшими» этот город от нападения готов. Клавдий II выпустил необычную и редкую серию монет, на реверсах которых изображены пары божеств. Первый тип изображает Аполлона и Диану, второй — Сераписа и Исиду, а третий — Геркулеса и Минерву. Общее значение этих изображений и надписей на них заключалось в том, что эти божества защищали будущее империи и императора.
На монетах Клавдия появляется изображение Непобедимого Солнца, что указывает на определённый интерес к этому божеству, которое станет занимать доминирующие позиции спустя несколько лет при Аврелиане. Также изображались многочисленные богини: Церера, Диана Люцифера и Диана Победоносная, Минерва, Венера и Юнона Регина. Кроме того, Клавдий стал первым императором, при котором были отчеканены монеты с изображением экзотической египетской богини Исиды Фарии.

### Смерть
В 270 году императору был присвоен победный титул «Парфянский Величайший», однако то, что во время непродолжительного правления Клавдия вряд ли имел место конфликт с парфянами, делает этот шаг труднообъяснимым. П. Дамерау предполагает, что на самом деле пальмирцы нанесли поражение парфянам, а принцепс присвоил себе их победу. В «Истории Августов» встречается упоминание, что Клавдий практически убедил исавров переселиться на киликийские равнины, а их земли передать в собственность одному из своих близких друзей, дабы предотвратить возможность восстания со стороны этого народа. Однако, скорее всего, данное событие стоит отнести ко времени правления Проба.
Хотя готы и были побеждены в прошлом году, отдельные их отряды продолжали сражаться на Балканском полуострове. Здесь, в горах, некоторые стычки оканчивались даже поражением римлян. Однако в целом реализация плана по уничтожению готских банд по отдельности подходила к завершению. Условия, в которых протекала осада готов в Гемских горах, были нелёгкими и для римской армии. Среди некоторых подразделений начала падать дисциплина. Римляне, возможно, слишком рано списали со счетов готов, поскольку их боевой дух был далеко не сломлен. Улучив момент, те предприняли отчаянную попытку вырваться из своего лагеря. Клавдий явно недооценил ситуацию. Не обращая внимания на советы Аврелиана, он сдержал свою кавалерию и послал в бой только пехоту. Готы яростно сражались, нанеся серьёзный урон римской армии, и катастрофу удалось предотвратить только благодаря вмешательству конницы Аврелиана. Однако оно было слишком запоздалым, чтобы помешать противнику вырваться из окружения.
Всю весну оставшиеся в живых готы двигались через Фракию, преследуемые римской армией. Испытывая нехватку продовольствия и ослабев от голода, многие из них пали жертвой опустошительной чумы, которая прокатилась по Балканам весной и летом 270 года. Чума распространилась и на римскую армию. Сам император заболел и вернулся в Сирмий, оставив Аврелиана руководить зачисткой Фракии и Нижней Мезии от мародёрствующих готов. К тому же Клавдий получил известия, что вандалы и ютунги готовятся вторгнуться в Рецию и Паннонию. Аврелиану удалось рассечь противника на более мелкие группы, с которыми было легче справиться. Кампания продолжалась до самого лета. Тем временем сам Клавдий принял титул «Готского Величайшего» и отметил свои достижения на монетах. Однако вскоре император скончался от чумы.
Аларик Уотсон относит смерть Клавдия к середине августа 270 года. Основание данному предположению дают монеты с изображением Клавдия из Египта, отчеканенные на монетном дворе Александрии и датированные третьим годом его правления (29 августа 270 года — 28 августа 271 года). В Оксиринхе, находившемся в пяти днях пути к югу, папирус упоминает Клавдия в качестве императора примерно в конце сентября 270 года. Мемфис известия о смерти государя достигли только к началу октября. М. Грант датирует смерть Клавдия январём, в том время как Д. Кинаст — сентябрём.
Существует более драматическая версия смерти Клавдия. Как рассказывает Аврелий Виктор и анонимный автор «Эпитомы», в Сивиллиных книгах было прочитано предсказание, что для победы над противником нужно принести в жертву первого среди сенаторского сословия. На тот момент таковым был Помпоний Басс, однако Клавдий заявил, что «никто в сословии сенаторов не имеет преимущества перед самим императором», и сам пожертвовал жизнью ради победы. Отсюда можно сделать вывод, что он погиб в бою, хотя это прямо и не указано. Вполне вероятно, что данная версия — всего лишь риторический приём, вставленный в рассказ о деяниях Клавдия, чтобы представить его смерть в результате чумы, подхваченной во время кампании, как героическое самопожертвование. Удивительно, что Требеллий Поллион полностью игнорирует эту версию, и у него Клавдий просто умирает от чумы. Историк Тадеуш Котула полагает, что миф о самопожертвовании Клавдия родился в окружении цезаря Юлиана около 355 года и вошел в историческую традицию благодаря работе сторонника Юлиана Аврелия Виктора «О цезарях». В конце IV века эта легенда была развита анонимным автором «Эпитомы», который, вероятно, видел параллели между самопожертвованием Клавдия в войне с готами и гибелью Юлиана во время персидского похода.

## Характеристика личности и правления
Наиболее полную характеристику внешности и характера Клавдия оставил автор его биографии в сборнике императорских жизнеописаний «История Августов»:

«Сам Клавдий замечателен строгостью нравов, замечателен своим необыкновенным образом жизни и исключительной целомудренностью. Воздержанный в употреблении вина, он был охотником до еды; имел высокий рост, огненный взгляд, широкое и полное лицо и настолько крепкие пальцы, что часто одним ударом кулака выбивал зубы у лошадей и мулов»
Византийский историк VI века Иоанн Малала следующим образом описывает Клавдия:

«Он был среднего роста, со светлой кожей с большим пузом, прямыми волосами, широким лицом, имел слегка вздернутый нос, сероватые глаза, густые волосы, перекошенный рот и небольшие губы»
Евтропий подчёркивает, что Клавдий — «муж бережливый, кроткий, справедливый». Аврелий Виктор характеризует императора как очень справедливого и деятельного человека, полностью преданного интересам государства. Требеллий Поллион пишет, что Клавдий сочетал в себе «доблесть Траяна, благочестие Антонина, умеренность Августа». Монеты изображают императора как типичного военачальника того времени: коротко стриженного, бородатого и с наморщенным лбом.
Несмотря на то, что правление Клавдия II продлилось чуть менее двух лет, кончину принцепса искренне оплакивали все его подданные. Обожествление умершего монарха последовало незамедлительно после получения известия о его смерти. Автор биографии Клавдия в «Истории Августов» пишет, что «любили его так, что можно вполне определённо сказать, что ни Траян, ни Антонины, ни кто-либо другой из государей не были так любимы». В курии был размещён золотой щит с изображением императора, перед храмом Юпитера Наилучшего Величайшего на Капитолии за счёт римского народа была установлена его золотая статуя. Помимо этого у ростр воздвигнули украшенную пальмовыми ветвями колонну, увенчанную серебряной статуей Клавдия. Восстановленная в правление Клавдия Кирена была переименована в Клавдиополь.
После смерти Клавдия императором провозгласил себя его брат Квинтилл, который возглавлял войска, стоявшие в северной Италии для защиты полуострова и столицы от предполагаемого вторжения варваров. По-видимому, он опирался на поддержку сената, вставшего на его сторону из уважения к Клавдию. Однако придунайские войска не выразили энтузиазма по поводу его прихода к власти. Поэтому Аврелиан, распространяя слухи, что Клавдий назвал его своим преемником на смертном одре, выдвинул свои претензии на трон. Узнав об этом, Квинтилл сначала предполагал бороться за власть, но солдаты покинули его, и он покончил жизнь самоубийством.
Несомненным остаётся тот факт, что Клавдий был выдающимся военачальником, показавшим прекрасный пример военного искусства и доблести, которому Римская империя обязана своим сохранением и началом выхода из затяжного кризиса. Античные авторы оставили положительные отзывы о Клавдии и его правлении. Это связано, во-первых, с ненавистью к предшественнику Клавдия Галлиену, а во-вторых, с легендой о его смерти. В целом, Клавдий Готский дал сильный толчок к восстановлению Римской империи. В течение своего непродолжительного правления император не имел возможности заняться тяжёлыми экономическими проблемами империи: ресурсы государства находились на пределе, в связи с чем содержание серебра в антониниане сократилось до 2—3 %, что неблагоприятно сказалось на и без того стремительном росте цен.
В IV веке активно распространялось утверждение о родстве Константина I Великого и Клавдия Готского. Впервые оно было упомянуто в панегирике, произнесённом анонимным оратором в Августе Треверов в 310 году. В честь своего заявленного родственника Константин чеканил монеты с надписями DIVO CLAVDIO OPT[IMO] IMP[ERATORI], MEMORIAE AETERNAE (рус. Божественному Клавдию, наилучшему императору, память вечная) и REQVIES OPT[IMORVM] ME[RITORVM] (рус. Покой наилучшему и достойнейшему). Начиная с конца XIX века, большинство исследователей считает данные генеалогические претензии вымышленными, а их появление связывают с необходимостью укрепления политических позиций Константина после смерти его тестя Максимиана Геркулия. Тем не менее, историк Франсуа Шоссон полагает, что подобная позиция является чересчур скептичной. Большинство источников называют отца Константина Констанция внучатым племянником Клавдия, что не является особо близким родством. Кроме того, если Константин хотел связать себя со знаменитым императором прошлого, более уместной кандидатурой по мнению Шоссона был бы Аврелиан или Проб, а не эфемерный Клавдий. В конце концов, он заключает, что не существует доказательств, позволяющих однозначно подтвердить или опровергнуть подтвердить версию происхождения Константина от Клавдия..
В любом случае, всё это поспособствовало тому, что жизнеописание Клавдия превратилось в восторженный панегирик. Как утверждает Требеллий Поллион, оно было написано, «учитывая желание Констанция Цезаря» (то есть Констанция I Хлора). Объяснить единодушные положительные оценки Клавдия можно и тем, что в античной историографии, особенно в латинской, господствовала просенатская оценка событий. Поэтому неудивительно, что фактически Клавдия противопоставили Галлиену, чьей деятельностью сенат выражал явное недовольство. Плачевное состояние источников, а именно почти полная утрата современной Клавдию II историографической традиции, за исключением некоторых фрагментов из трудов Дексиппа, только способствовало распространению легенды о нём, начиная с речей латинских панегиристов эпохи тетрархии и заканчивая биографией в «Истории Августов», написанной, вероятно, в конце IV века. Затем византийские историки продолжили поддерживать легенду о Клавдии, победителе варваров и спасителе Греции.